# Jacques-Olivier Grandjouan
Pour les articles homonymes, voir Grandjouan.
Jacques-Olivier Grandjouan est un éducateur et pédagogue français, agrégé de grammaire, docteur en psychologie et promoteur du scoutisme, né à Paris 17e le 13 décembre 1902 et mort à Cannes le 7 juillet 1990.

## Biographie
Fils du dessinateur anarchiste nantais Jules Grandjouan et de Bettina Simon, Jacques-Olivier Grandjouan , après des études secondaires au lycée Henri-IV, où il fut condisciple de Léo Lagrange, était agrégé de grammaire depuis 1924, puis docteur en psychologie, latiniste, helléniste et diplômé de l'École des langues orientales. Il lisait une vingtaine de langues. Il était membre de la Société de linguistique de Paris et du cadre de réserve des traducteurs-réviseurs de l'ONU et de la FAO. 
Il a publié notamment le livre Les Linguicides, ainsi que des livres de didactique des langues, et a aussi illustré un certain nombre d'ouvrages. 
Par ailleurs, il était, avec sa femme Renée Nora Krüger, promoteur du scoutisme. Son surnom de scout était Baloo, et celui de sa femme, Louv'a. Il fut animateur de l'École des Roches, commissaire national adjoint puis commissaire international des Éclaireurs de France. Il est aussi l'auteur de la chanson des louveteaux. 
Après de longs séjours à l'étranger, notamment autour de l'équateur, il fut directeur du lycée français de la mission laïque de Beyrouth et fut à l'origine de l'hébertisme au Liban. En 1941, il fut chargé par le gouvernement de Vichy de développer le mouvement scout aux Antilles françaises, avec l'aide de Paul-Émile Victor. Il participa aussi au mouvement de l'Éducation nouvelle. 
Après la guerre, il était le directeur du service de documentation et d'études pédagogiques du Ministère de l'Éducation nationale et participa activement à l'élaboration du Plan Langevin-Wallon.

## Famille
Son père était le dessinateur syndicaliste révolutionnaire nantais Jules Grandjouan. Sa mère, Bettina Simon, était institutrice. Il avait un frère, Henri Grandjouan, ingénieur, et une sœur, Vige Langevin, professeur de dessin. 
Il a eu deux filles, l'archéologue Clairève Grandjouan (1929-1982) et l'éditrice Fleur Grandjouan, mariée à Hilary Ng'weno.